# جون ديفيس (لاعب كريكت بريطاني)
جون ديفيس (18 أغسطس 1943 في المملكة المتحدة - 13 أكتوبر 2000 في المملكة المتحدة) (بالإنجليزية: John Davis)‏ هو لاعب كريكت بريطاني. لعب مع نادي مقاطعة نورثامبتونشير للكريكت ‏ وCheshire County Cricket Club ‏.

## وصلات خارجية
- جون ديفيس (لاعب كريكت بريطاني) على موقع إي آس بي آن كريك إنفو (الإنجليزية)